# Miami Beach Bowl
Le Miami Beach Bowl était un match annuel d'après saison régulière de football américain de niveau universitaire qui, depuis la saison 2014, s'est déroulé pendant trois années au Marlins Park de Miami en Floride. 

## Histoire
Le premier Miami Beach Bowl s'est déroulé le 23 décembre 2014, symbolisant ainsi le retour d'un bowl universitaire de football américain dans la ville de Miami en Floride, le Marlins Park étant le stade originel où se déroulèrent les premiers matchs de l'Orange Bowl. 
Rénové, il accueille depuis 2012 des matchs de l'équipe de Major League de baseball des Miami Marlins. Pour la pratique du football américain, il a une capacité de 34 000 places auxquelles il faudra ajouter 50 suites luxueuses. Le toit rétractable permet un contrôle de la température et son gazon naturel est tout neuf.
La création de cet évènement est à mettre à l'initiative de The American Conference qui s'est occupé de toute l'organisation de ce premier évènement. Une de ses équipes rencontrera une équipe issue de la C-USA ou de la MAC ou de la Sun Belt. 
Le contrat avait été établi pour une période de six ans mais le 21 avril 2017, les organisateurs annoncent que le Miami Beach Bowl a été vendu à ESPN et que l'événement sera relocalisé à Frisco au Texas pour se jouer dans le Toyota Stadium à l'issue de la saison 2017,. Le nouveau bowl est temporairement dénommé le Frisco Bowl.

## Sponsoring
Pour les deux premiers Miami Beach Bowl, les organisateurs n'ont pas trouvé de sponsor désireux d'acquérir les droits sur le nom du bowl.

## Palmarès
(nombre de victoires-nombre de défaites) = statistiques de l'équipe au terme de la saison en ce y compris le résultat du bowl.
| Dates            | Vainqueurs              | Scores      | Finalistes             | Assistances | Conférences | Notes |
| ---------------- | ----------------------- | ----------- | ---------------------- | ----------- | ----------- | ----- |
| 22 décembre 2014 | Memphis Tigers (10-3)   | 55 (2OT) 48 | BYU Cougars (8-5)      | 20 761      | AAC - Ind.  | Note  |
| 21 décembre 2015 | Western Kentucky (12-2) | 45 - 35     | South Florida (8-5)    | 21 712      | C-USA - AAC | Note  |
| 19 décembre 2016 | Tulsa (9–3)             | 55 - 10     | Central Michigan (6–6) | 15 262      | AAC - C-USA | Note  |

## Meilleur Joueur du Bowl
| Saisons | Joueurs         | Équipes                      | Postes |
| ------- | --------------- | ---------------------------- | ------ |
| 2014    | Paxton Lynch    | Memphis Tigers               | QB     |
| 2015    | Brandon Doughty | Western Kentucky Hilltoppers | QB     |
| 2016    | Dane Evans      | Tulsa Golden Hurricane       | QB     |

## Statistiques par Conférences
| Conférences   | Gagnés | Perdus | %     |
| ------------- | ------ | ------ | ----- |
| C-USA         | 1      | 1      | 0.500 |
| AAC           | 2      | 1      | 0.666 |
| Independents. | 0      | 1      | 0.000 |

## Statistiques par Équipes
| Rang | Équipes                    | Apparitions | G-N-P |
| ---- | -------------------------- | ----------- | ----- |
| 1    | Memphis Tigers             | 1           | 1-0-0 |
| 1    | Tulsa Golden Hurricane     | 1           | 1-0-0 |
| 1    | Western Kentucky           | 1           | 1-0-0 |
| 2    | Central Michigan Chippewas | 1           | 0-0-1 |
| 2    | South Florida              | 1           | 0-0-1 |
| 2    | BYU Cougars                | 1           | 0-0-1 |